# Amphiglossus valhallae
Amphiglossus valhallae là một loài thằn lằn trong họ Scincidae. Loài này được Boulenger mô tả khoa học đầu tiên năm 1909.